# Гостра респіраторна вірусна інфекція
Гостра респіраторна вірусна інфекція (ГРВІ) (також відома під назвами Гострі респіраторні вірусні інфекції, назофарингіт, ринофарингіт, гостра вірусна інфекція верхніх дихальних шляхів або застуда) — кожна з групи вірусних інфекцій, яка характеризується загальним інтоксикаційним синдромом і переважним ураженням слизових оболонок дихальних шляхів, інфекційна хвороба верхніх дихальних шляхів, яка легко поширюється. Відома значна кількість збудників (понад 200), які належать до різних нозологічних груп вірусної природи (віруси грипу, парагрипу, аденовіруси, коронавіруси, пікорнавіруси, риновіруси, ентеровіруси, герпесвіруси, респіраторно-синцитіальний вірус з роду Pneumovirus, тощо), що тісно пов'язані з захворюваннями респіраторного тракту людини, спричиняючи розвиток ГРВІ. Джерело інфекції — хворий з клінічно вираженою або безсимптомною формою хвороби. Механізм передавання — повітряно-крапельний, зрідка у деяких вірусів — фекально-оральний.
Гострі інфекції носа, синусів, горла або гортані — інфекції верхніх дихальних шляхів поділяють на категорії відповідно до ділянок організму людини, які вірус уражає найчастіше: ГРВІ, основним симптомом якої є нежить, переважно вражає слизову оболонку носа, фарингіт — горло, а синусит — синуси. Симптоми виникають скоріше через реакцію імунної системи на інфекцію, ніж через руйнування тканин внаслідок безпосереднього впливу вірусів.
Ефективного лікування ГРВІ (крім грипу) немає — симптоми хвороби можна лише полегшити.

## Історія
Хоча причина гострої респіраторної вірусної інфекції була визначена лише у 1950-х роках, ця хвороба була знайома людству з давніх часів. Її симптоми і лікування було описано в єгипетському папірусі Еберса, найстарішому з існуючих медичних текстів, що був створений ще до 16-го століття до н. е. Назву «застуда» почали вживати у 16-му сторіччі через схожість між її симптомами і наслідками впливу холодної погоди.
В 1946 році у Великій Британії Радою з медичних досліджень було створено Підрозділ з питань ГРВІ (CCU), і саме ним було виявлено риновірус у 1956 році. У 1970-х цей Підрозділ довів, що лікування риновірусної інфекції інтерфероном протягом інкубаційного періоду забезпечує деякий захист від хвороби. Ніякого практичного лікування не було розроблено. Підрозділ було закрито в 1989 році через два роки після того, як він завершив дослідження ролі пастилок для розсмоктування із вмістом глюконату цинку в профілактиці і лікуванні застуди, спричиненої риновірусом. Використання цинку було єдиним успішним лікувальним засобом, розробленим в історії Підрозділа.

## Імовірність виникнення захворювання
Гостра респіраторна вірусна інфекція є найбільш поширеною хворобою людства і вражає людей у всіх країнах. Дорослі зазвичай хворіють від двох до п'яти разів на рік. Діти можуть хворіти на застуду від шести до десяти разів на рік (школярі — до дванадцяти разів на рік). Імовірність симптоматичних інфекцій збільшується в літньому віці через ослаблення імунної системи.

## Економічні наслідки

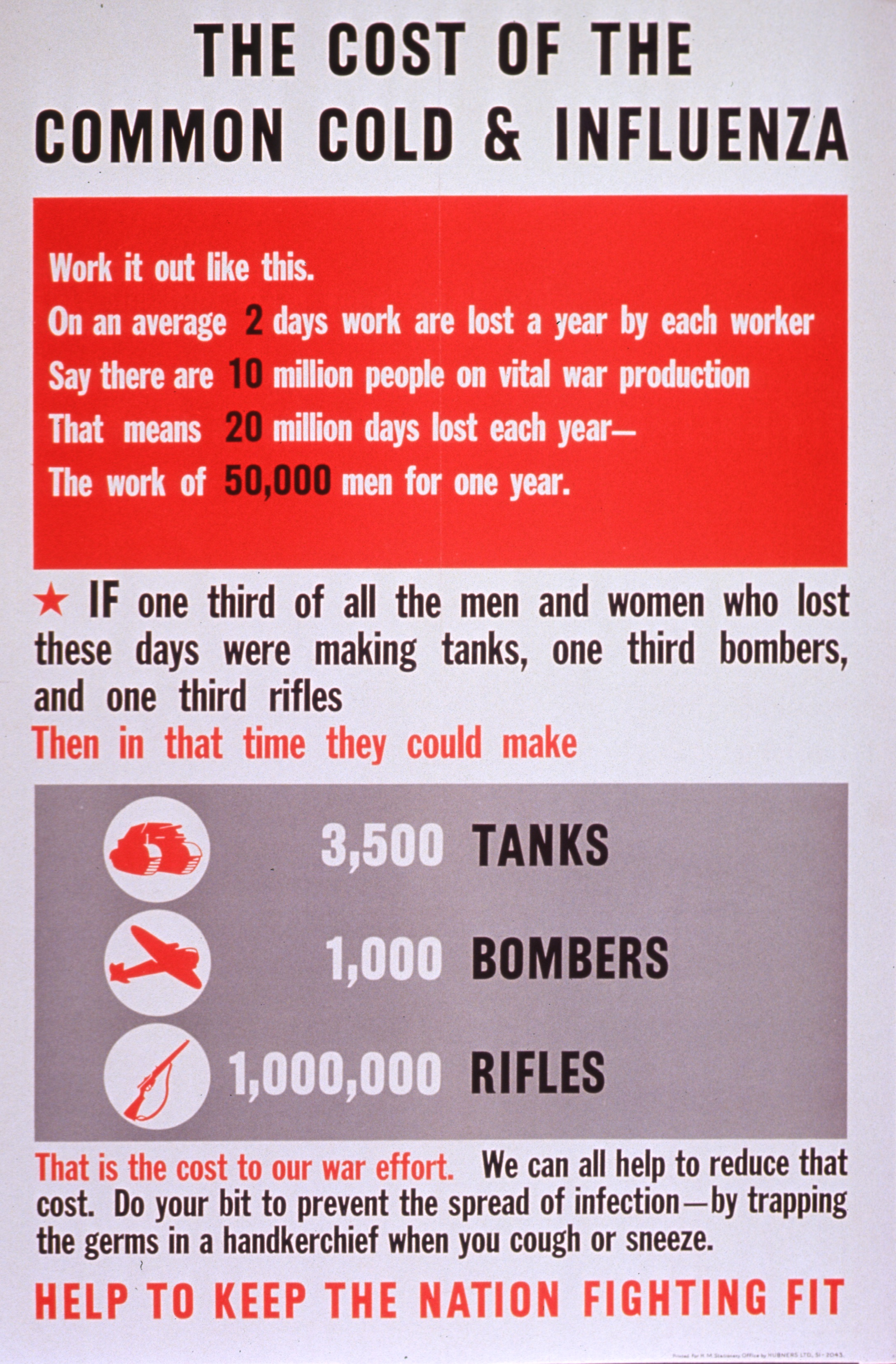
Британський плакат часів Другої світової війни, що описує збитки від застуди

Економічні наслідки ГРВІ ще погано вивчені в більшості країн світу. У Сполучених Штатах ГРВІ спричиняє від 75 до 100 мільйонів відвідувань лікаря на рік, вартість яких за консервативною оцінкою становить 7,7 млрд доларів на рік. Американці витрачають 2,9 млрд доларів на безрецептурні препарати. Вони також витрачають 400 млн доларів, купуючи ліки для симптоматичного лікування за рецептом. Більше ніж третині людей, які відвідали лікаря, було призначено антибіотики. Використання антибіотиків має наслідком появу стійкості до антибіотиків. За статистикою учні пропускають через застуду від 22 до 189 мільйонів днів шкільних занять кожен рік. В результаті батьки пропускають 126 мільйонів робочих днів, щоб залишатися вдома та доглядати за своїми дітьми. Якщо до цього додати 150 млн робочих днів, що пропускають працівники, які страждають на ГРВІ, то загальні економічні збитки від захворювання на застуду перевищують 20 млрд доларів на рік. Це становить 40 % усіх втрат робочого часу в США.

## Етіологія

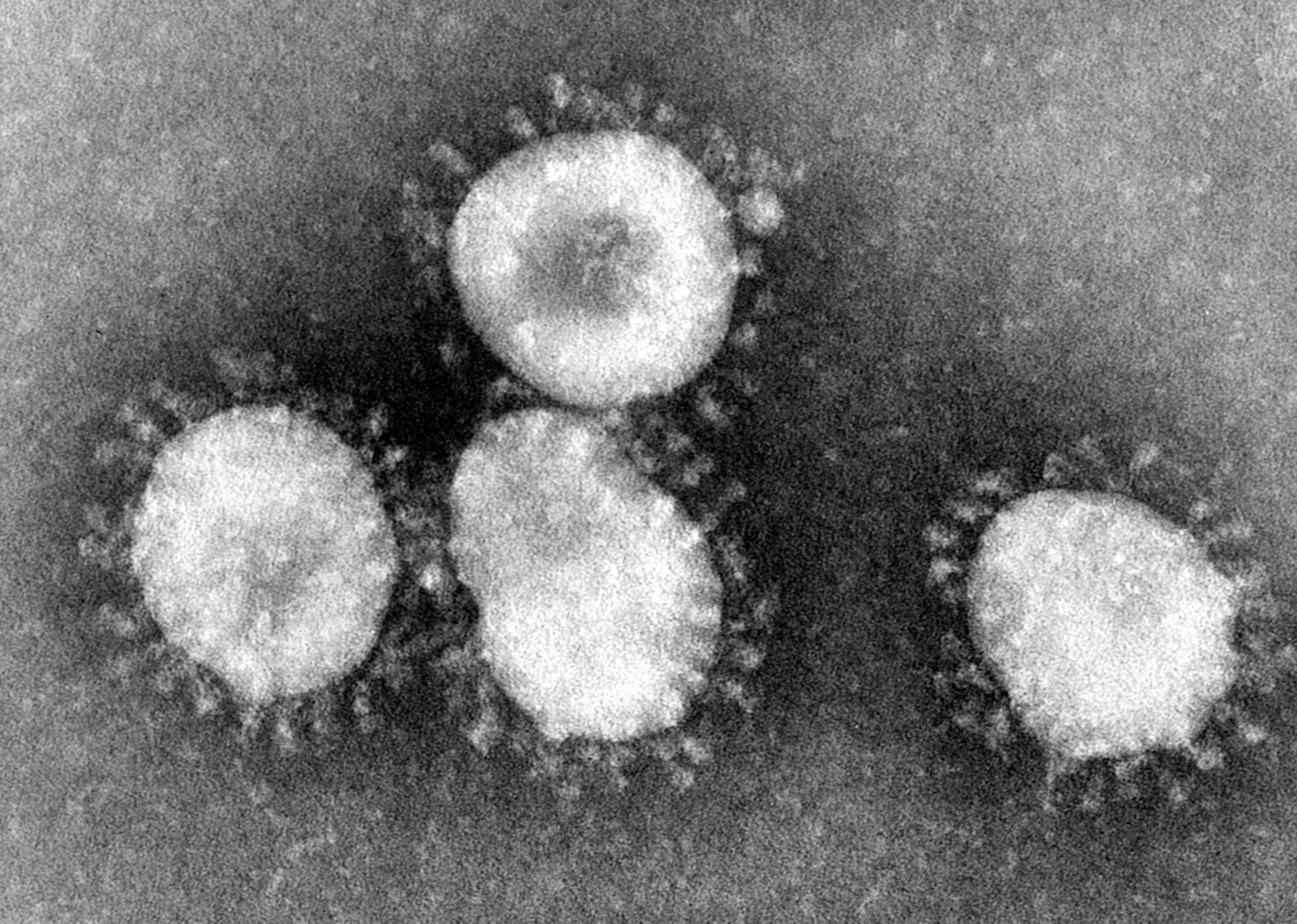
Коронавіруси є групою вірусів, відомих тим, що спричинюють ГРВІ. Якщо на них дивитися в електронний мікроскоп, їхній зовнішній вигляд нагадуватиме корону, тому що вони мають вінець (схожий на корону ореол).

Найчастішою причиною, яка спричинює ГРВІ, є риновірус (загалом від 30 % до 80 % випадків спричиняє саме цей вірус). Риновірус є вірусом, що містить РНК, із родини пікорнавірусів. На даний час відомі 99 типів вірусів, які належать до цієї родини. Гостру респіраторну вірусну інфекцію також можуть спричиняти інші віруси. Коронавірус є причиною від 10 % до 15 % випадків ГРВІ. Вірус грипу (інфлуенци) викликає від 5 % до 15 % випадків. Інші випадки захворювань можуть виникати внаслідок інфікування вірусами парагрипу людини, респіраторно-синтиціальним вірусом, аденовірусами, ентеровірусами і метапневмовірусом. Часто буває так, що причиною є більш ніж один вірус, і вони всі є присутніми в організмі людини. Загалом із розвитком гострої респіраторної інфекції в людей пов'язують більше двох сотень різних вірусів.

### Епідеміологія
Вірус, що спричинює гостру респіраторну вірусну інфекцію, звичайно передається одним із двох основних шляхів. Вдихання або перетравлення крапель у повітрі, які містять вірус або інфікований слиз із носа чи заражені вірусом предмети. Не встановлено, який саме шлях передачі вірусу ГРЗ є найбільш поширеним. В оточуючому середовищі віруси можуть зберігати свою життєздатність протягом тривалого часу. Потім віруси можуть переходити з рук на очі або ніс, де і виникає інфекція. Люди, оточуючі хвору людину, наражаються на більший ризик інфікування. Передача вірусу часто відбувається у дитячих садочках і школах через перебування у безпосередній близькості багатьох дітей із незначним імунним захистом і частим недотриманням правил гігієни. Цих збудників інфекції потім приносять додому, де вони можуть інфікувати інших членів сім'ї. Не існує доказів того, що рециркуляція повітря під час комерційних польотів літаком є засобом передачі вірусів. Гострі респіраторні вірусні захворювання, які викликані риновірусом, є найбільш контагіозними протягом перших трьох днів із моменту появи симптомів. Після того, як мине три дні, хвороба є не такою заразною.

### Погодний фактор
Існує традиційна теорія, що застуда виникає внаслідок тривалого перебування на повітрі під час холодної погоди, наприклад, дощу або низької температури повітря взимку, що пояснює назву, яку отримала хвороба. Роль охолодження організму як фактор ризику гострого респіраторного вірусного захворювання є суперечливою. Деякі з вірусів, які спричиняють гострі респіраторні вірусні захворювання, є сезонними, вони частіше зустрічаються під час холодної або вогкої погоди. Вважають, що основною причиною цього є збільшення часу, який люди проводять у приміщенні та безпосередній близькості один до одного; зокрема, коли діти повертаються до школи після канікул. Однак це також може бути пов'язано зі змінами в дихальній системі, які призводять до швидкого інфікування. Низька вологість може підвищити частоту передачі вірусів, тому що сухе повітря сприяє швидшому розповсюджуванню маленьких і легко поширюваних крапель, які довше залишаються в повітрі.

### Інше
Колективний імунітет виникає в цілої групи людей, коли вони набувають імунітету до певної інфекції, такий імунітет може з'явитися після попереднього контакту з вірусами респіраторних інфекцій. Тому популяція молодшого віку має більшу частоту захворювання на інфекції дихальних шляхів, а в популяції старших вікових груп менша частота захворювання на інфекції дихальних шляхів. Порушення функціонування імунної системи також є фактором ризику захворювання. Нестачу сну та погане харчування також пов'язують із підвищеним ризиком розвитку інфекції після контакту з риновірусом. Вважають, що причина — вплив цих факторів на функцію імунної системи.

## Патогенез

Гостра респіраторна вірусна інфекція — це захворювання верхніх дихальних шляхів.

Вважають, що симптоми гострої респіраторної вірусної інфекції здебільшого пов'язані з імунною реакцією на вірус. Механізм цієї імунної реакції є вірус-специфічним. Наприклад, риновірус зазвичай потрапляє в організм під час безпосереднього контакту. Він зв'язується з людськими ICAM-1 рецепторами за допомогою невідомих шляхів, щоб ініціювати вивільнення медіаторів запалення. У подальшому ці медіатори запалення і спричиняють симптоми захворювання. Загалом цей процес не викликає пошкодження епітелію слизової оболонки носа. На відміну від цього, респіраторно-синцитіальний вірус (РСВ) може попасти в організм як шляхом безпосереднього контакту, так і через крапельки в повітрі. Після цього вірус розмножується в слизовій оболонці носа й горла, а потім часто просувається до нижніх дихальних шляхів. РСВ викликає пошкодження епітелію. Вірус парагрипу людини у типових випадках спричиняє запалення слизової оболонки носа, горла та дихальних шляхів. Коли цей вірус вражає трахею у дітей молодшого віку, він може викликати круп, що проявляється грубим «гавкаючим» кашлем та утрудненням дихання. Це відбувається через невеликий розмір дихальних шляхів у дитини.

## Клінічні ознаки
Основними клінічними проявами ГРВІ є:
- кашель (спостерігають приблизно у 50 % хворих[9]),
- біль у горлі (трапляється майже в 40 % хворих),
- ринорея,
- закладання носа (що входять до поняття «нежить»)
- підвищення температури тіла (не дуже розповсюджений симптом у дорослих, проте часто зустрічається у немовлят і дітей молодшого віку.[10]).

Додаткові симптоми можуть включати:
- біль у м'язах (міалгія виникає майже в половині випадків захворювання[10]),
- почуття втомлюваності,
- головний біль та
- втрату апетиту.[35]

Диференційні ознаки:
- кашель, який виникає під час ГРВІ, зазвичай є не настільки сильним, якщо порівнювати його з тим, що виникає під час захворювання на грип;[10]
- кашель та значне підвищення температури вказують на вищу ймовірність грипу в дорослих;[36]
- деякі віруси, які спричиняють ГРВІ, можуть взагалі не викликати появи симптомів.[37][38]
- колір слизу, що хворі викашлюють із нижніх дихальних шляхів (мокротиння), може різнитися або змінюватися від прозорого до жовтого та зеленого. Колір слизу не вказує, що саме є причиною інфекції: бактерії чи вірус.[39]

### Подальший перебіг
Звичайно починається з відчуття втомлюваності, ознобу, чхання та головного болю. Додаткові симптоми, такі як нежить і кашель, з'являються протягом двох і більше днів. У типових випадках симптоми стають найінтенсивнішими за два–три дні після початку інфекції, та зникають, зазвичай, на сьомий-десятий день (проте можуть тривати аж до трьох тижнів). Кашель продовжується протягом періоду понад десять днів у 35–40 % випадків, якщо хворіють діти (в 10 % дітей, хворих на ГРВІ, може тривати понад 25 днів).

## Прогноз
Гостра респіраторна вірусна інфекція, як правило, перебігає м'яко і минає сама по собі, а більшість симптомів зникає протягом одного тижня. Тяжкі ускладнення, якщо й відбуваються, то, як правило, у дуже старих людей, дуже малих дітей або тих, хто має ослаблений імунітет (ослаблену імунну систему). Вторинна бактеріальна інфекція може виникнути в результаті синуситу, фарингіту або вушної інфекції. Вважається, що синусит зустрічається у 8 % випадків застуди. Вушні інфекції відбуваються в 30 % випадків.

## Діагностика
Через те, що ГРВІ мають самолімітуючий перебіг особливої необхідності у проведенні специфічної діагностики немає. Досить часто встановлюють діагноз: «ГРВІ» без розшифрування етіології.
Для більшості ГРВІ, які перебігають за гарячкою, характерними є типові зміни у загальному аналізі крові за умови неускладненого перебігу, а саме — нормоцитоз або лейкопенія, відносний лімфомоноцитоз та нормальні показники ШОЕ. При виникненні бактеріальних ускладнень може з'являтися лейкоцитоз, нейтрофільоз та підвищенні показники ШОЕ.
Методи специфічної діагностики досить кошторисні, отже їх застосовують для розшифрування непевних випадків, епідемічних спалахів. Для етіологічного підтвердження діагнозу застосовують ІФА, ПЛР тощо. Методи експрес-діагностики включають РІФ та ІХГ, але вони мають меншу діагностичну цінність внаслідок меншої чутливості та специфічності, що призводить до виникнення хибно позитивних або хибно негативних результатів дослідження.

## Лікування

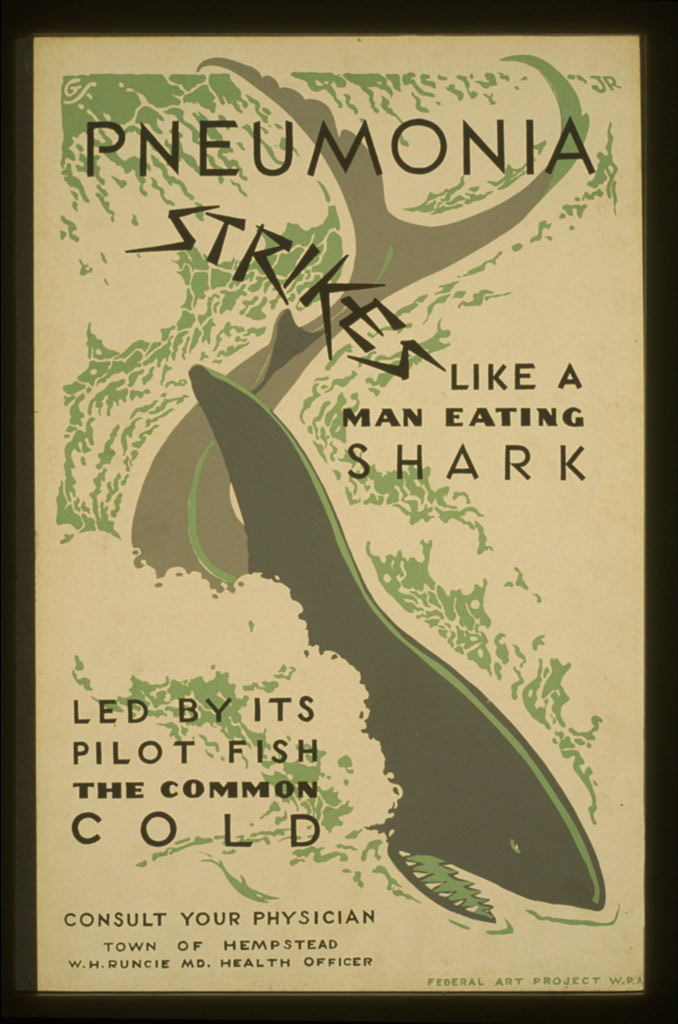
Плакат, що заохочує громадян «Проконсультуватися з лікарем» для лікування застуди

На цей час немає ніяких ліків або трав'яних засобів, щодо яких було б доведено, що вони скорочують тривалість інфекції. Лікування передбачає полегшення симптомів. Це може включати забезпечення спокою і відпочинку в достатній кількості, пиття рідини задля підтримання гідратації та полоскання горла теплою підсоленою водою. Однак більшою частиною користь від лікування все ж пов'язують з ефектом плацебо.

### Симптоматичне лікування
Лікування, яке допомагає полегшити симптоми, включає в себе просте зняття болю (анальгетики) і зниження температури (жарознижувальні) такими препаратами як ібупрофен та ацетамінофен/парацетамол. Існуючі дані не підтверджують того, що ліки проти кашлю є більш ефективними, ніж прості знеболюючі препарати (анальгетики). Ліки від кашлю також не рекомендовані до застосування у дітей у зв'язку з відсутністю доказів, що підтверджують їхню ефективність, та з ризиком для здоров'я. У 2009 році у Канаді було обмежено використання безрецептурних ліків проти кашлю та застуди для дітей до шести років через побоювання щодо можливих ризиків та недоведеної користі таких ліків. Зловживання декстрометорфаном (безрецептурний засіб проти кашлю) призвело до його заборони в ряді країн.
У дорослих симптоми нежиті можуть бути зменшені за допомогою антигістамінних препаратів першого покоління. Однак використання антигістамінних препаратів першого покоління пов'язане з несприятливими побічними ефектами, такими як сонливість. Інші протинабрякові засоби, такі як псевдоефедрин, також ефективні для дорослих. Назальний спрей, до складу якого входить іпратропіум, може зменшити симптоми нежиті, але мало впливає на закладення носа. Антигістамінні препарати другого покоління не вважаються ефективними.
У зв'язку з відсутністю досліджень невідомо, чи полегшує симптоми підвищене споживання рідини, а чи скорочує воно тривалість респіраторних захворювань. Також відсутні дані щодо ефективності використання підігрітого зволоженого повітря. Одне дослідження показало, що мазі для грудного втирання від застуди є ефективними для деякого полегшення кашлю у нічний час, зменшення гіперемії слизової оболонки і порушень сну.

### Антибіотики та противірусні препарати
Антибіотики не мають ніякого ефекту у боротьбі проти вірусних інфекцій і, отже, не мають ніякого ефекту у боротьбі із застудою. Лікарі часто призначають антибіотики, хоча їхні побічні ефекти й спричиняють загальний шкідливий вплив на організм. Антибіотики зазвичай призначають тому, що люди очікують від лікарів їхнього призначення, а лікарі хочуть допомогти людям. Призначення антибіотиків відбувається також тому, що лікарю буває важко виключити такі причини інфекції, які можуть лікуватися за допомогою антибіотиків. Не існує ніяких ефективних противірусних препаратів для лікування ГРВІ, хоча деякі попередні дослідження принесли позитивні результати.
Також застосовують фізіотерапевтичні процедури. Серед них найпростішими щодо виконання навіть у домашніх умовах є парові та лужні інгаляції, різноманітні прогрівання, в тому числі, рефлектором Мініна

### Нетрадиційне лікування
Хоча існує багато видів нетрадиційного лікування застуди, більшість із них не має достатньої кількості наукових доказів на свою підтримку. Станом на 2010 рік не існує достатніх доказів за чи проти використання меду чи зволоження слизової оболонки носа. Добавки із вмістом цинку можуть зменшити тяжкість і тривалість симптомів при прийомі не більше, ніж за 24 години після початку хвороби. Вплив вітаміну С на ГРВІ є широко вивченим, і визнаний неефективним. Дані про користь ехінацеї є суперечливими. Різні види препаратів ехінацеї мають різний рівень ефективності.

### Дослідження
Кілька противірусних препаратів були протестовані на предмет ефективності для боротьби з застудою. Станом на 2009 рік жоден із них не був визнаний ефективним і ліцензованим для використання. Продовжуються дослідження антивірусного препарату плеконаріл. Він вважається перспективним у боротьбі з пікорнавірусами. Також ведуться дослідження BTA-798. Оральна форма препарату плеконаріл не була достатньо безпечною, і зараз вчені вивчають дію препарату в формі аерозолю.
Дослідники з Мерілендського університету в Коледж-Парку та Університету Вісконсин-Медісон створили карту геномів для всіх відомих штамів вірусу, які викликають застуду.

## Профілактика
Єдиним ефективним шляхом профілактики ГРВІ є фізичне попередження розповсюдження вірусів: головним чином, миття рук і користування масками для обличчя; в лікувальних закладах також носять халати й одноразові рукавички. Ізолювати інфікованих осіб неможливо, тому що хвороба дуже розповсюджена, а симптоми не специфічні. Доведено, що вакцинацію проводити важко, оскільки хворобу викликають надто багато вірусів, і ці віруси швидко змінюються. Створення вакцини, ефективної для широкого кола інфекцій дихальних шляхів, є дуже малоймовірним.
Регулярне миття рук зменшує передачу вірусів, які спричинюють ГРВІ. Це є найефективнішим засобом попередження хвороби у дітей. Невідомо, чи застосування антивірусних або антибактеріальних речовин під час звичайного миття рук підвищує корисність миття рук. Користування масками для обличчя може бути корисним для тих осіб, хто знаходиться поруч із інфікованою людиною. Немає достатньо доказів щодо визначення переваг підтримання більшого фізичного або соціального відокремлення. Додавання цинку може бути ефективним для зменшення частоти респіраторних інфекцій у людини. Плановий додатковий прийом вітаміну С не знижує ризик або тяжкість гострих респіраторних вірусних захворювань. Вітамін С може скоротити тривалість ГРВІ.